# Dihidrouridin
Dihidrouridin (D, DHU, ili ) je zasićeni pirimidin koji se može formirati saturacijom uridina. Dihidrouridin se javlja u tRNK i rRNK molekulima kao nukleozid. Odgovarajuća nukleobaza je 5,6-dihidrouracil.
Zbog njegove neplanarnosti, Dihidrouridin poremećuje interakcije stekovanja u heliksima i destabilizuje RNK strukturu. Dihidrouridin stabilizuje C2’-endo konformaciju šećera, koja je fleksibilnija od C3’-endo konformacije, i taj efekat se propagira na susedni 5’ ostatak. Dok pseudouridin i 2’-O-metilacije stabilizuju lokalnu RNK strukturu, D čini suprotno.
tRNK organizama koji rastu na niskim temperaturama (psihrofili) imaju visoke nivoe 5,6-dihidrouridina (40-70% iznad proseka), što daje neophodnu lokalnu fleksibilnost tRNK na temperaturama ispod tačke smrzavanja.